# Siła życiowa
Siła życiowa (łac. vis vitalis, siła witalna) – pojęcie wprowadzone w XVI wieku przez Johanna Helmonta, wywodzące się z wcześniejszych koncepcji alchemicznych. Miała to być zagadkowa siła, istniejąca w ustrojach żywych, warunkująca zdolność do syntezy chemicznych związków organicznych.
Popularność teorii „siły życiowej” wynikała w dużej mierze z faktu, że zaczęto zdawać sobie sprawę z chemicznej złożoności procesów życiowych i jednocześnie nie potrafiono jeszcze otrzymywać żadnych związków organicznych, wychodząc z substratów nieorganicznych.
Teoria ta została obalona przez Friedricha Wöhlera w 1828 r., który otrzymał mocznik z amoniaku i kwasu cyjanowego w wyniku reakcji, która współcześnie nazywana jest syntezą Wöhlera.